# Joseph Pawlas
Joseph Pawlas (* 29. Juli 1882 in Pallowitz; † nach 1935) war ein der deutschen Minderheit angehörender Politiker (DP) in der Zweiten Polnischen Republik. Von 1922 bis 1935 war er Abgeordneter im Schlesischen Parlament (Sejm Śląski) in Kattowitz.

## Leben
Pawlas war gelernter Bürovorsteher und seit 1912 für verschiedene Gewerkschaften tätig. Von 1918 bis 1920 war er Mitglied des Vorstands des ehemaligen Deutschen Gruben- und Fabrikbeamtenverbands in Bochum und im Deutschen Angestelltenbund in Magdeburg. Nach der Abtretung Oberschlesiens an Polen wurde er Aufsichtsratsmitglied in der Gewerkschaft der Angestellten GDA, außerdem zweiter Vorsitzender des Bezirksvereins Königshütte des Deutsch-Oberschlesischen Volksbundes.  
1922 wurde Pawlas ins Schlesische Parlament gewählt, wo er Schriftführer im Präsidium und Schriftführer des Deutschen Klubs war. 